# Cary (North Carolina)
Cary is een plaats (town) in de Amerikaanse staat North Carolina en valt bestuurlijk gezien onder Chatham County en Wake County.
Cary is onderdeel van de Triangle, een soort randstad gevormd door Raleigh, Cary, Durham en Chapel Hill. Cary grenst aan Research Triangle Park, waar onder andere het hoofdkantoor van SAS gevestigd is, een softwarebedrijf dat een leidende rol speelt op het gebied van statistische verwerking van gegevens.

## Demografie
Bij de volkstelling in 2000 werd het aantal inwoners vastgesteld op 94.536.
In 2006 is het aantal inwoners door het United States Census Bureau geschat op 112.414, een stijging van 17878 (18,9%).

## Geografie
Volgens het United States Census Bureau beslaat de plaats een oppervlakte van
112,6 km², waarvan 109,0 km² land en 3,6 km² water. Cary ligt op ongeveer 119 m boven zeeniveau.

## Geboren in Cary
- Bevin Prince (1982), actrice
- Justin Ress (1997), zwemmer
- Ainsley Seiger (1998), actrice
- Claire Curzan (2004), zwemster

## Plaatsen in de nabije omgeving
De onderstaande figuur toont nabijgelegen plaatsen in een straal van 20 km rond Cary.